# Podmokly, Rokycany
Podmokly là một làng thuộc huyện Rokycany, vùng Plzeňský, Cộng hòa Séc.